# Odón II de Blois

Escudo de armas original del Condado de Blois.

Odón II, apodado el Champañés (del francés: Eudes le Champenois) (983 - 15 de noviembre de 1037), conde de Blois, de Chartres, de Châteaudun, de Provins, de Rheims y de Tours desde 1004 y conde de Troyes (como Odón IV) y de Meaux (como Odón I) desde 1022, era hijo de Odón I de Blois y de su esposa Berta, hija de Conrado de Borgoña. Su carrera se desarrolló en medio de las interminables guerras feudales con sus vecinos y asociados, cuyos territorios trataba de anexionarne y en la búsqueda de una corona en Italia y Borgoña. Fue inusualmente guerrero incluso para su época y consolidó un gran principado en torno al valle del río Loira en el centro de Francia a través de su agresiva política. 
Se casó en primeras nupcias con Matilda, hija de Ricardo I de Normandía. A su muerte en 1006, Eudes inició una disputa con su cuñado Ricardo II de Normandía acerca de la dote: parte de la ciudad de Dreux. El rey Roberto II, tío de Odón ya que estaba casado con su madre, impuso su criterio en 1007, otorgando a Odo la posesión de Dreux.
Trató de ocupar Turena, pero fue derrotado por Fulco III de Anjou y Herberto I de Maine en la batalla de Pontlevoy, el 6 de julio de 1016. En 1025, ambos contendientes intentaron conquistar Saumur, sin éxito. 
En 1023, a la muerte sin herederos de su primo Esteban I de Champaña, Eudes se apoderó de la ciudad de Troyes. Desde esta posición atacó a Ebles, arzobispo de Reims y a Teodorico I de Alta Lotaringia, duque de la Alta Lorena. Sólo una alianza entre el rey y el emperador Enrique II pudo detener a Odón. Fue obligado a devolver el condado de Reims al arzobispo.
Los barones lombardos le ofrecieron la corona de Hierro, pero retiraron su oferta para no tener problemas con el rey de Francia.
Tras la muerte sin herederos de su tío Rodolfo III de Borgoña, intervinó en la crisis de sucesión e invadió el reino de Borgoña. Debió retirarse en 1033 ante la alianza formada por el emperador Conrado II y el nuevo rey francés Enrique I renunciando solemnemente a la corona de Borgoña y a la herencia de su tío.
Murió en combate cerca de Bar-le-Duc durante otro ataque sobre Lorena.

## Descendencia
De su segunda esposa, Ermengarda, hija de Guillermo IV de Auvernia, tuvo cuatro hijos:
1. Teobaldo III, que heredó el condado de Blois y muchas de sus otras posesiones.
2. Esteban, que recibió los condados de Meaux y Troyes, en Champaña.
3. Berta, que contrajo matrimonio con Alano III, duque de Bretaña.
4. Almodis, que se casó con Godofredo II de Preuilly.

## Genealogía simplificada de Odón II de Blois
: Duque de Bretaña

 : Conde de Blois

 : Conde de Troyes o de Meaux

 : Conde de Tours
|                           |                           |                           |                           |                           |                           |                          |                          |                          |                          |                     |                     |                       |                       |                       |                       |                       |                       |                 |                 |                      |                      |                         |                         |                         |                         |                         |                         |                    |                    |      |      |                    |                    |                        |                        |                        |                        |                        |                        |                      |                      |                      |                      |                      |                      |                    |                    |                          |                          |                           |                           |                           |                           |                           |                           |                    |                    |                    |                    |                    |                    |                    |                    |                     |                     |                     |                     |                     |                     |                        |                        |                        |                        |                        |                        |                    |                    |  |  |
|                           |                           |                           |                           |                           |                           |                          |                          |                          |                          | Teobaldo I de Blois | Teobaldo I de Blois | Teobaldo I de Blois   | Teobaldo I de Blois   | Teobaldo I de Blois   | Teobaldo I de Blois   |                       |                       |                 |                 |                      |                      | Liutgarda de Vermandois | Liutgarda de Vermandois | Liutgarda de Vermandois | Liutgarda de Vermandois | Liutgarda de Vermandois | Liutgarda de Vermandois |                    |                    |      |      |                    |                    | Conrado III de Borgoña | Conrado III de Borgoña | Conrado III de Borgoña | Conrado III de Borgoña | Conrado III de Borgoña | Conrado III de Borgoña |                      |                      | Matilde de Francia   | Matilde de Francia   | Matilde de Francia   | Matilde de Francia   | Matilde de Francia | Matilde de Francia |                          |                          | Guillermo III de Auvernia | Guillermo III de Auvernia | Guillermo III de Auvernia | Guillermo III de Auvernia | Guillermo III de Auvernia | Guillermo III de Auvernia |                    |                    | Adela de Normandía | Adela de Normandía | Adela de Normandía | Adela de Normandía | Adela de Normandía | Adela de Normandía |                     |                     |                     |                     |                     |                     |                        |                        |                        |                        |                        |                        |                    |                    |  |  |
|                           |                           |                           |                           |                           |                           |                          |                          |                          |                          | Teobaldo I de Blois | Teobaldo I de Blois | Teobaldo I de Blois   | Teobaldo I de Blois   | Teobaldo I de Blois   | Teobaldo I de Blois   |                       |                       |                 |                 |                      |                      | Liutgarda de Vermandois | Liutgarda de Vermandois | Liutgarda de Vermandois | Liutgarda de Vermandois | Liutgarda de Vermandois | Liutgarda de Vermandois |                    |                    |      |      |                    |                    | Conrado III de Borgoña | Conrado III de Borgoña | Conrado III de Borgoña | Conrado III de Borgoña | Conrado III de Borgoña | Conrado III de Borgoña |                      |                      | Matilde de Francia   | Matilde de Francia   | Matilde de Francia   | Matilde de Francia   | Matilde de Francia | Matilde de Francia |                          |                          | Guillermo III de Auvernia | Guillermo III de Auvernia | Guillermo III de Auvernia | Guillermo III de Auvernia | Guillermo III de Auvernia | Guillermo III de Auvernia |                    |                    | Adela de Normandía | Adela de Normandía | Adela de Normandía | Adela de Normandía | Adela de Normandía | Adela de Normandía |                     |                     |                     |                     |                     |                     |                        |                        |                        |                        |                        |                        |                    |                    |  |  |
|                           |                           |                           |                           |                           |                           |                          |                          |                          |                          |                     |                     |                       |                       |                       |                       |                       |                       |                 |                 |                      |                      |                         |                         |                         |                         |                         |                         |                    |                    |      |      |                    |                    |                        |                        |                        |                        |                        |                        |                      |                      |                      |                      |                      |                      |                    |                    |                          |                          |                           |                           |                           |                           |                           |                           |                    |                    |                    |                    |                    |                    |                    |                    |                     |                     |                     |                     |                     |                     |                        |                        |                        |                        |                        |                        |                    |                    |  |  |
|                           |                           |                           |                           |                           |                           |                          |                          |                          |                          |                     |                     |                       |                       |                       |                       |                       |                       |                 |                 |                      |                      |                         |                         |                         |                         |                         |                         |                    |                    |      |      |                    |                    |                        |                        |                        |                        |                        |                        |                      |                      |                      |                      |                      |                      |                    |                    |                          |                          |                           |                           |                           |                           |                           |                           |                    |                    |                    |                    |                    |                    |                    |                    |                     |                     |                     |                     |                     |                     |                        |                        |                        |                        |                        |                        |                    |                    |  |  |
| Guillermo IV de Aquitania | Guillermo IV de Aquitania | Guillermo IV de Aquitania | Guillermo IV de Aquitania | Guillermo IV de Aquitania | Guillermo IV de Aquitania |                          |                          | Emma de Blois            | Emma de Blois            | Emma de Blois       | Emma de Blois       | Emma de Blois         | Emma de Blois         |                       |                       | Hugo de Blois         | Hugo de Blois         | Hugo de Blois   | Hugo de Blois   | Hugo de Blois        | Hugo de Blois        |                         |                         | Teobaldo                | Teobaldo                | Teobaldo                | Teobaldo                | Teobaldo           | Teobaldo           |      |      | Odón I de Blois    | Odón I de Blois    | Odón I de Blois        | Odón I de Blois        | Odón I de Blois        | Odón I de Blois        |                        |                        | Berta de Borgoña     | Berta de Borgoña     | Berta de Borgoña     | Berta de Borgoña     | Berta de Borgoña     | Berta de Borgoña     |                    |                    | Guillermo IV de Auvernia | Guillermo IV de Auvernia | Guillermo IV de Auvernia  | Guillermo IV de Auvernia  | Guillermo IV de Auvernia  | Guillermo IV de Auvernia  |                           |                           |                    |                    |                    |                    |                    |                    |                    |                    |                     |                     |                     |                     |                     |                     |                        |                        |                        |                        |                        |                        |                    |                    |  |  |
| Guillermo IV de Aquitania | Guillermo IV de Aquitania | Guillermo IV de Aquitania | Guillermo IV de Aquitania | Guillermo IV de Aquitania | Guillermo IV de Aquitania |                          |                          | Emma de Blois            | Emma de Blois            | Emma de Blois       | Emma de Blois       | Emma de Blois         | Emma de Blois         |                       |                       | Hugo de Blois         | Hugo de Blois         | Hugo de Blois   | Hugo de Blois   | Hugo de Blois        | Hugo de Blois        |                         |                         | Teobaldo                | Teobaldo                | Teobaldo                | Teobaldo                | Teobaldo           | Teobaldo           |      |      | Odón I de Blois    | Odón I de Blois    | Odón I de Blois        | Odón I de Blois        | Odón I de Blois        | Odón I de Blois        |                        |                        | Berta de Borgoña     | Berta de Borgoña     | Berta de Borgoña     | Berta de Borgoña     | Berta de Borgoña     | Berta de Borgoña     |                    |                    | Guillermo IV de Auvernia | Guillermo IV de Auvernia | Guillermo IV de Auvernia  | Guillermo IV de Auvernia  | Guillermo IV de Auvernia  | Guillermo IV de Auvernia  |                           |                           |                    |                    |                    |                    |                    |                    |                    |                    |                     |                     |                     |                     |                     |                     |                        |                        |                        |                        |                        |                        |                    |                    |  |  |
|                           |                           |                           |                           |                           |                           |                          |                          |                          |                          |                     |                     |                       |                       |                       |                       |                       |                       |                 |                 |                      |                      |                         |                         |                         |                         |                         |                         |                    |                    |      |      |                    |                    |                        |                        |                        |                        |                        |                        |                      |                      |                      |                      |                      |                      |                    |                    |                          |                          |                           |                           |                           |                           |                           |                           |                    |                    |                    |                    |                    |                    |                    |                    |                     |                     |                     |                     |                     |                     |                        |                        |                        |                        |                        |                        |                    |                    |  |  |
|                           |                           |                           |                           |                           |                           |                          |                          |                          |                          |                     |                     |                       |                       |                       |                       |                       |                       |                 |                 |                      |                      |                         |                         |                         |                         |                         |                         |                    |                    |      |      |                    |                    |                        |                        |                        |                        |                        |                        |                      |                      |                      |                      |                      |                      |                    |                    |                          |                          |                           |                           |                           |                           |                           |                           |                    |                    |                    |                    |                    |                    |                    |                    |                     |                     |                     |                     |                     |                     |                        |                        |                        |                        |                        |                        |                    |                    |  |  |
|                           |                           |                           |                           | Guillermo V de Aquitania  | Guillermo V de Aquitania  | Guillermo V de Aquitania | Guillermo V de Aquitania | Guillermo V de Aquitania | Guillermo V de Aquitania |                     |                     | Agnes de Blois        | Agnes de Blois        | Agnes de Blois        | Agnes de Blois        | Agnes de Blois        | Agnes de Blois        |                 |                 | Teobaldo II de Blois | Teobaldo II de Blois | Teobaldo II de Blois    | Teobaldo II de Blois    | Teobaldo II de Blois    | Teobaldo II de Blois    |                         |                         |                    |                    | Odón | Odón | Odón               | Odón               | Odón                   | Odón                   |                        |                        |                        |                        |                      |                      |                      |                      |                      |                      |                    |                    | Ermengarda de Auvernia   | Ermengarda de Auvernia   | Ermengarda de Auvernia    | Ermengarda de Auvernia    | Ermengarda de Auvernia    | Ermengarda de Auvernia    |                           |                           |                    |                    |                    |                    |                    |                    |                    |                    |                     |                     |                     |                     |                     |                     | Godofredo I de Bretaña | Godofredo I de Bretaña | Godofredo I de Bretaña | Godofredo I de Bretaña | Godofredo I de Bretaña | Godofredo I de Bretaña |                    |                    |  |  |
|                           |                           |                           |                           | Guillermo V de Aquitania  | Guillermo V de Aquitania  | Guillermo V de Aquitania | Guillermo V de Aquitania | Guillermo V de Aquitania | Guillermo V de Aquitania |                     |                     | Agnes de Blois        | Agnes de Blois        | Agnes de Blois        | Agnes de Blois        | Agnes de Blois        | Agnes de Blois        |                 |                 | Teobaldo II de Blois | Teobaldo II de Blois | Teobaldo II de Blois    | Teobaldo II de Blois    | Teobaldo II de Blois    | Teobaldo II de Blois    |                         |                         |                    |                    | Odón | Odón | Odón               | Odón               | Odón                   | Odón                   |                        |                        |                        |                        |                      |                      |                      |                      |                      |                      |                    |                    | Ermengarda de Auvernia   | Ermengarda de Auvernia   | Ermengarda de Auvernia    | Ermengarda de Auvernia    | Ermengarda de Auvernia    | Ermengarda de Auvernia    |                           |                           |                    |                    |                    |                    |                    |                    |                    |                    |                     |                     |                     |                     |                     |                     | Godofredo I de Bretaña | Godofredo I de Bretaña | Godofredo I de Bretaña | Godofredo I de Bretaña | Godofredo I de Bretaña | Godofredo I de Bretaña |                    |                    |  |  |
|                           |                           |                           |                           |                           |                           |                          |                          |                          |                          |                     |                     |                       |                       |                       |                       |                       |                       |                 |                 |                      |                      |                         |                         |                         |                         |                         |                         |                    |                    |      |      |                    |                    |                        |                        |                        |                        |                        |                        |                      |                      |                      |                      |                      |                      |                    |                    |                          |                          |                           |                           |                           |                           |                           |                           |                    |                    |                    |                    |                    |                    |                    |                    |                     |                     |                     |                     |                     |                     |                        |                        |                        |                        |                        |                        |                    |                    |  |  |
|                           |                           |                           |                           |                           |                           |                          |                          |                          |                          |                     |                     |                       |                       |                       |                       |                       |                       |                 |                 |                      |                      |                         |                         |                         |                         |                         |                         |                    |                    |      |      |                    |                    |                        |                        |                        |                        |                        |                        |                      |                      |                      |                      |                      |                      |                    |                    |                          |                          |                           |                           |                           |                           |                           |                           |                    |                    |                    |                    |                    |                    |                    |                    |                     |                     |                     |                     |                     |                     |                        |                        |                        |                        |                        |                        |                    |                    |  |  |
|                           |                           |                           |                           |                           |                           |                          |                          |                          |                          |                     |                     |                       |                       |                       |                       |                       |                       |                 |                 |                      |                      |                         |                         |                         |                         |                         |                         |                    |                    |      |      |                    |                    |                        |                        |                        |                        |                        |                        |                      |                      |                      |                      |                      |                      |                    |                    |                          |                          |                           |                           |                           |                           |                           |                           |                    |                    |                    |                    |                    |                    |                    |                    |                     |                     |                     |                     |                     |                     |                        |                        |                        |                        |                        |                        |                    |                    |  |  |
|                           |                           |                           |                           |                           |                           |                          |                          |                          |                          |                     |                     |                       |                       |                       |                       |                       |                       |                 |                 |                      |                      |                         |                         |                         |                         |                         |                         |                    |                    |      |      |                    |                    |                        |                        |                        |                        |                        |                        |                      |                      |                      |                      |                      |                      |                    |                    |                          |                          |                           |                           |                           |                           |                           |                           |                    |                    |                    |                    |                    |                    |                    |                    |                     |                     |                     |                     |                     |                     |                        |                        |                        |                        |                        |                        |                    |                    |  |  |
|                           |                           |                           |                           | Gersenda de Maine         | Gersenda de Maine         | Gersenda de Maine        | Gersenda de Maine        | Gersenda de Maine        | Gersenda de Maine        |                     |                     | Teobaldo III de Blois | Teobaldo III de Blois | Teobaldo III de Blois | Teobaldo III de Blois | Teobaldo III de Blois | Teobaldo III de Blois |                 |                 |                      |                      |                         |                         | Adela de Valois         | Adela de Valois         | Adela de Valois         | Adela de Valois         | Adela de Valois    | Adela de Valois    |      |      | Almodis de Blois   | Almodis de Blois   | Almodis de Blois       | Almodis de Blois       | Almodis de Blois       | Almodis de Blois       |                        |                        | Esteban II de Troyes | Esteban II de Troyes | Esteban II de Troyes | Esteban II de Troyes | Esteban II de Troyes | Esteban II de Troyes |                    |                    | Hugo IV de Maine         | Hugo IV de Maine         | Hugo IV de Maine          | Hugo IV de Maine          | Hugo IV de Maine          | Hugo IV de Maine          |                           |                           |                    |                    |                    |                    | Berta de Blois     | Berta de Blois     | Berta de Blois     | Berta de Blois     | Berta de Blois      | Berta de Blois      |                     |                     |                     |                     | Alano III de Bretaña   | Alano III de Bretaña   | Alano III de Bretaña   | Alano III de Bretaña   | Alano III de Bretaña   | Alano III de Bretaña   |                    |                    |  |  |
|                           |                           |                           |                           | Gersenda de Maine         | Gersenda de Maine         | Gersenda de Maine        | Gersenda de Maine        | Gersenda de Maine        | Gersenda de Maine        |                     |                     | Teobaldo III de Blois | Teobaldo III de Blois | Teobaldo III de Blois | Teobaldo III de Blois | Teobaldo III de Blois | Teobaldo III de Blois |                 |                 |                      |                      |                         |                         | Adela de Valois         | Adela de Valois         | Adela de Valois         | Adela de Valois         | Adela de Valois    | Adela de Valois    |      |      | Almodis de Blois   | Almodis de Blois   | Almodis de Blois       | Almodis de Blois       | Almodis de Blois       | Almodis de Blois       |                        |                        | Esteban II de Troyes | Esteban II de Troyes | Esteban II de Troyes | Esteban II de Troyes | Esteban II de Troyes | Esteban II de Troyes |                    |                    | Hugo IV de Maine         | Hugo IV de Maine         | Hugo IV de Maine          | Hugo IV de Maine          | Hugo IV de Maine          | Hugo IV de Maine          |                           |                           |                    |                    |                    |                    | Berta de Blois     | Berta de Blois     | Berta de Blois     | Berta de Blois     | Berta de Blois      | Berta de Blois      |                     |                     |                     |                     | Alano III de Bretaña   | Alano III de Bretaña   | Alano III de Bretaña   | Alano III de Bretaña   | Alano III de Bretaña   | Alano III de Bretaña   |                    |                    |  |  |
|                           |                           |                           |                           |                           |                           |                          |                          |                          |                          |                     |                     |                       |                       |                       |                       |                       |                       |                 |                 |                      |                      |                         |                         |                         |                         |                         |                         |                    |                    |      |      |                    |                    |                        |                        |                        |                        |                        |                        |                      |                      |                      |                      |                      |                      |                    |                    |                          |                          |                           |                           |                           |                           |                           |                           |                    |                    |                    |                    |                    |                    |                    |                    |                     |                     |                     |                     |                     |                     |                        |                        |                        |                        |                        |                        |                    |                    |  |  |
|                           |                           |                           |                           |                           |                           |                          |                          |                          |                          |                     |                     |                       |                       |                       |                       |                       |                       |                 |                 |                      |                      |                         |                         |                         |                         |                         |                         |                    |                    |      |      |                    |                    |                        |                        |                        |                        |                        |                        |                      |                      |                      |                      |                      |                      |                    |                    |                          |                          |                           |                           |                           |                           |                           |                           |                    |                    |                    |                    |                    |                    |                    |                    |                     |                     |                     |                     |                     |                     |                        |                        |                        |                        |                        |                        |                    |                    |  |  |
|                           |                           |                           |                           |                           |                           |                          |                          |                          |                          |                     |                     |                       |                       |                       |                       |                       |                       |                 |                 |                      |                      |                         |                         |                         |                         |                         |                         |                    |                    |      |      |                    |                    |                        |                        |                        |                        |                        |                        |                      |                      |                      |                      |                      |                      |                    |                    |                          |                          |                           |                           |                           |                           |                           |                           |                    |                    |                    |                    |                    |                    |                    |                    |                     |                     |                     |                     |                     |                     |                        |                        |                        |                        |                        |                        |                    |                    |  |  |
|                           |                           |                           |                           |                           |                           |                          |                          |                          |                          |                     |                     |                       |                       |                       |                       |                       |                       |                 |                 |                      |                      |                         |                         |                         |                         |                         |                         |                    |                    |      |      |                    |                    |                        |                        |                        |                        |                        |                        |                      |                      |                      |                      |                      |                      |                    |                    |                          |                          |                           |                           |                           |                           |                           |                           |                    |                    |                    |                    |                    |                    |                    |                    |                     |                     |                     |                     |                     |                     |                        |                        |                        |                        |                        |                        |                    |                    |  |  |
| Adela de Normandía        | Adela de Normandía        | Adela de Normandía        | Adela de Normandía        | Adela de Normandía        | Adela de Normandía        |                          |                          | Esteban II de Blois      | Esteban II de Blois      | Esteban II de Blois | Esteban II de Blois | Esteban II de Blois   | Esteban II de Blois   |                       |                       | Felipe de Blois       | Felipe de Blois       | Felipe de Blois | Felipe de Blois | Felipe de Blois      | Felipe de Blois      |                         |                         | Odón III de Troyes      | Odón III de Troyes      | Odón III de Troyes      | Odón III de Troyes      | Odón III de Troyes | Odón III de Troyes |      |      | Hugo I de Champaña | Hugo I de Champaña | Hugo I de Champaña     | Hugo I de Champaña     | Hugo I de Champaña     | Hugo I de Champaña     |                        |                        | Odón III de Champaña | Odón III de Champaña | Odón III de Champaña | Odón III de Champaña | Odón III de Champaña | Odón III de Champaña |                    |                    | Herberto II de Maine     | Herberto II de Maine     | Herberto II de Maine      | Herberto II de Maine      | Herberto II de Maine      | Herberto II de Maine      |                           |                           | Margarita de Maine | Margarita de Maine | Margarita de Maine | Margarita de Maine | Margarita de Maine | Margarita de Maine |                    |                    | Conan II de Bretaña | Conan II de Bretaña | Conan II de Bretaña | Conan II de Bretaña | Conan II de Bretaña | Conan II de Bretaña |                        |                        | Havoise de Bretaña     | Havoise de Bretaña     | Havoise de Bretaña     | Havoise de Bretaña     | Havoise de Bretaña | Havoise de Bretaña |  |  |
| Adela de Normandía        | Adela de Normandía        | Adela de Normandía        | Adela de Normandía        | Adela de Normandía        | Adela de Normandía        |                          |                          | Esteban II de Blois      | Esteban II de Blois      | Esteban II de Blois | Esteban II de Blois | Esteban II de Blois   | Esteban II de Blois   |                       |                       | Felipe de Blois       | Felipe de Blois       | Felipe de Blois | Felipe de Blois | Felipe de Blois      | Felipe de Blois      |                         |                         | Odón III de Troyes      | Odón III de Troyes      | Odón III de Troyes      | Odón III de Troyes      | Odón III de Troyes | Odón III de Troyes |      |      | Hugo I de Champaña | Hugo I de Champaña | Hugo I de Champaña     | Hugo I de Champaña     | Hugo I de Champaña     | Hugo I de Champaña     |                        |                        | Odón III de Champaña | Odón III de Champaña | Odón III de Champaña | Odón III de Champaña | Odón III de Champaña | Odón III de Champaña |                    |                    | Herberto II de Maine     | Herberto II de Maine     | Herberto II de Maine      | Herberto II de Maine      | Herberto II de Maine      | Herberto II de Maine      |                           |                           | Margarita de Maine | Margarita de Maine | Margarita de Maine | Margarita de Maine | Margarita de Maine | Margarita de Maine |                    |                    | Conan II de Bretaña | Conan II de Bretaña | Conan II de Bretaña | Conan II de Bretaña | Conan II de Bretaña | Conan II de Bretaña |                        |                        | Havoise de Bretaña     | Havoise de Bretaña     | Havoise de Bretaña     | Havoise de Bretaña     | Havoise de Bretaña | Havoise de Bretaña |  |  |
|                           |                           |                           |                           |                           |                           |                          |                          |                          |                          |                     |                     |                       |                       |                       |                       |                       |                       |                 |                 |                      |                      |                         |                         |                         |                         |                         |                         |                    |                    |      |      |                    |                    |                        |                        |                        |                        |                        |                        |                      |                      |                      |                      |                      |                      |                    |                    |                          |                          |                           |                           |                           |                           |                           |                           |                    |                    |                    |                    |                    |                    |                    |                    |                     |                     |                     |                     |                     |                     |                        |                        |                        |                        |                        |                        |                    |                    |  |  |

## Sucesiones
| Predecesor: Teobaldo II de Blois | Conde de Blois, Tours, Chartres, Châteaudun y Provins 1004 - 1037 (33 años) | Sucesor: Teobaldo III de Blois |
| Predecesor: Teobaldo II de Blois | Conde de Reims 1004 - 1023 (19 años)                                        | Sucesor: ninguno               |
| Predecesor: Esteban I de Troyes  | Conde de Troyes y Meaux 1022 - 1037 (15 años)                               | Sucesor: Esteban II de Troyes  |